# Andrés Quintana Roo
Andrés Quintana Roo (Mérida, 1787 – Città del Messico, 1851) è stato un politico messicano.
Avvocato e poeta, figlio di Josè Matías Quintana, fu uno dei padri dell'indipendenza messicana, membro del congresso di Chilpancingo, presiedette l'assemblea costituente che formulò la dichiarazione di indipendenza nel 1813.
Deputato, senatore, varie volte segretario di Stato, magistrato della Suprema Corte e membro del governo tripartito del dicembre 1829, pubblicò e diresse il giornale "Semanario Patriotico", autore dell'Ode "Dieciseis de Septiembre", tra le altre.

## Formazione

### Sanjuanistas
Nel 1802 nello Yucatán si forma un gruppo denominato Sanjuanistas, fu fondato da Pablo Moreno, filosofo yucateco e il cappellano José Maria Velazquez. In questo gruppo si inserirono personaggi notevoli come il padre di Quintana Roo e Lorenzo de Zavala e il gruppo prese a cuore la causa della soppressione del servilismo indigeno, le sovvenzioni parrocchiali e i privilegi della Corona spagnola.
Quasi immediatamente sorse nella penisola un gruppo di oppositori ai sanjuanistas che venne chiamato los rutineros.
Studiò inizialmente nel seminario di San Idelfonso de Merida, dimostrò grande capacità per le lettere, nel 1808 continuò i suoi studi a Città del Messico nella Reale e pontificia università del Messico.
Suo padre fondò la prima tipografia che stampava giornali nella penisola dello Yucatán, l'attività venne considerata sovversiva dalla Corona, fu arrestato dalle autorità del vicereame e fu mandato in prigione a San Juan de Ulúa.

## Leona Vicario
Nella casa di don Agustin Pomposo Fernandez de San Salvador (suo datore di lavoro) conobbe la nipote, Leona Vicario, della quale si innamorò all'istante. Il suo amore venne corrisposto immediatamente, però esisteva un problema: Don Agustin appoggiava la Corona e Quintana Roo appoggiava la rivoluzione.
Andres chiese il permesso di sposare Leona ma gli venne negato a causa delle sue idee. Allora Quintana Roo si unì ai rivoluzionari e Leona prestò servizi in forma segreta.
Leona venne scoperta nel 1813 e fu rinchiusa nel Collegio di Belen, ma riuscì a fuggire, per poi sposare Andres a Tlalpujahua.